# Тоні Айоммі
То́ні Айо́ммі, ім'я при народженні Фрéнк Éнтоні Айóммі (англ. Tony Iommi, Frank Anthony Iommi; 19 лютого 1948, Бірмінгем) — британський гітарист, пісняр і продюсер. Найбільш відомий як засновник, композитор і незмінний учасник групи Black Sabbath.
Разом з іншими членами групи справив визначальний вплив на розвиток важкого року і металу як стилю.
Народився в м. Бірмінгем, Англія. Працював зварювальником на фабриці, в результаті нещасного випадку втратив подушечки на середньому і безіменному пальці правої руки. Аойммі ненадовго залишав Black Sabbath (в той момент виступала під назвою Earth) для участі в групі Jethro Tull. У 2000 році випустив свій перший сольний альбом. Після випуску у 2005 році зі своїм другом Гленом Хьюзом альбому «Fused» приєднався до групи Heaven & Hell з якої виступав аж до смерті Ронні Джеймса Діо в 2010 році.
Айоммі вважається батьком важкого металу і одним з найбільших і найвпливовіших рок-гітаристів всіх часів. Плідний творець рифів, він зайняв 25-те місце в списку «100 найкращих гітаристів усіх часів» журналу Rolling Stone.
За благодійну діяльність нагороджений Орденом Честі (Вірменія).
У 2011 році він опублікував автобіографію під назвою "Залізна людина. Мій шлях через Небеса і Пекло з Black Sabbath ". (англ. «Iron Man: My Journey through Heaven and Hell with Black Sabbath»).